# Mademoiselle (Film)
Mademoiselle ist ein französisch-englischer Spielfilm aus dem Jahr 1966 nach einer Textvorlage von Jean Genet (1910–1986), die von Marguerite Duras bearbeitet wurde. Die Hauptrolle spielt Jeanne Moreau.

## Handlung
„Mademoiselle“, wie alle sie respektvoll nennen, ist Grundschullehrerin in einem Dorf der Provence, die ihren boshaften Trieben freien Lauf lässt. Ihrer Umgebung fügt sie Schaden zu und empfindet dabei eine tiefe, lustvolle Befriedigung. Die Gewalt ist ihr Fetisch, was durch ihr Äußeres – schwarze Spitzenhandschuhe und hochhackige Schuhe mit Pfennigabsatz – unterstrichen wird. Der Zuschauer beobachtet sie bei ihren sinistren Taten, beim Öffnen einer Schleuse, die das Dorf überflutet, dem Zerquetschen von Vogeleiern zur Brutzeit, dem Abtöten der Blüten eines Obstbaums mit der Zigarette. Manou, ein italienischer Holzfäller, der gemeinsam mit einem Kameraden Arbeit in dem Dorf gefunden hat und dessen Sohn in Mademoiselles Klasse geht, stellt sich besonders geschickt beim Löschen eines Brandes an, den Mademoiselle, ohne dass es jemand ahnt, verursacht hat. So wird er ungewollt zum Helden, der von den Frauen begehrt, von den Männern aber gehasst wird. Sie suchen einen Schuldigen für die Missetaten, die offenbar kein Ende nehmen wollen. Selbst die Polizei ist machtlos, da Mademoiselle keine Spuren hinterlässt. Niemand im Dorf kommt auf die Idee, dass die angesehene junge Frau die Täterin sein könnte. Einige der Männer entschließen sich, es dem Fremden heimzuzahlen und ihn zu bestrafen. 
Unterdessen beobachtet Mademoiselle die Italiener im Wald und kommt, während die Männer des Dorfes ihn schon suchen, dem Holzfäller körperlich näher. Sie verbringen gemeinsam eine Nacht im Feld. Am Morgen kündigt der Holzfäller an, dass er mit seinem Sohn den Ort verlassen wolle. Mademoiselle bricht auf und kehrt barfuß, in zerrissenen Kleidern, wie in Trance ins Dorf zurück. Einige Bewohner umhegen sie auf ihrem Heimweg und fragen begierig, ob „er“ es gewesen sei; lakonisch sagt sie ja. Als der Italiener ins Dorf kommt, prügeln ihn die Männer zu Tode. Mademoiselle verlässt den Ort eilends, wird aber vom Sohn des Italieners als Schuldige erkannt.

## Hintergrund
Der Schriftsteller Jean Genet hatte bereits 1951 ein Drehbuch dieses Inhalts für die Schauspielerin Anouk Aimée verfasst. Er schenkte es ihr zur Hochzeit. Marguerite Duras überarbeitete das Drehbuch im Auftrag des britischen Regisseurs Tony Richardson. Für die Rolle Manous, des italienischen Wanderarbeiters, war ursprünglich Marlon Brando vorgesehen. Der Film erlebte seine Premiere beim Filmfestival Cannes 1966, wurde jedoch vom Publikum ausgebuht.

## Kritiken
- Peter W. Jansen in Jeanne Moreau (Hg. vom Filmmuseum Berlin): "Der Gang, die Augen, der Mund: wie unter einem Brennglas finden sich die Insignien ihrer Kunst in Mademoiselle versammelt. Wenn Louis Malle ihr eigentlicher Entdecker genannt werden darf, weil er der erste war, der die Sprache ihres Körpers verstand und zum Dolmetscher ihres Ganges wurde, (...) kommt Tony Richardson wohl das Verdienst zu, sie in ihrer Totalität erfasst zu haben."

- Prisma Online: Jeanne Moreau ist hier in einer ihrer aufregendsten Filmrollen als von scheuer Boshaftigkeit und verklemmter Lüsternheit erfüllte Lehrerin zu sehen; faszinierend ihr fast wortloses Spiel, das zum Gleichnis, zum Alptraum menschlichen Wesens wird. Tony Richardsons irritierendes Drama nach einem Roman von Marguerite Duras besticht durch die brillante Story, die exzellente Kameraarbeit, und die alles überragende Hauptdarstellerin.

## Auszeichnungen
- British Film Academy Award für die Besten Kostüme